# Schima
Schima ist eine Pflanzengattung aus der Familie der Teestrauchgewächse (Theaceae).

## Beschreibung

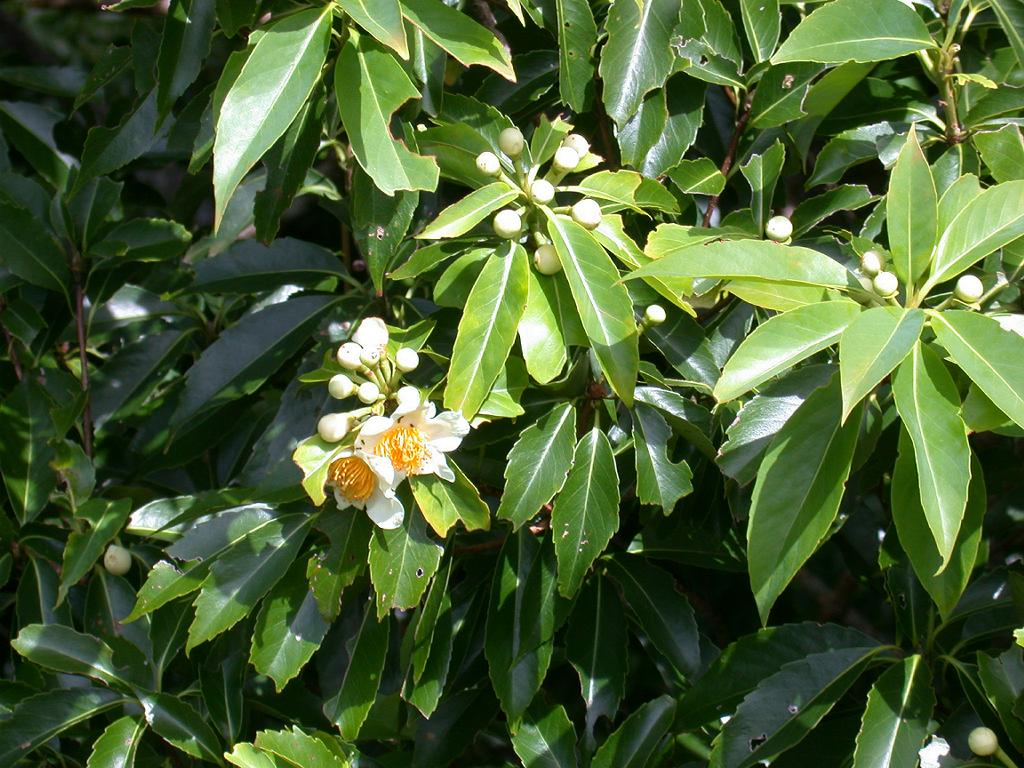
Schima superba auf Okinawa

Schima sind immergrüne kleine bis mittelgroße Bäume, ihre Blätter sind spiralig, ledrig und entweder ganzrandig oder gekerbt. Charakteristischerweise erreichen die Bäume Höhen bis 30 Meter und Durchmesser bis 76 cm.
Die Blüten finden sich oft gehäuft am Ende der Zweige. Die Blütenstiele sind kurz. Es gibt zwei (selten mehr) Vorblätter, diese sind hinfällig und sitzen am oberen Drittel des Blütenstiels.
Die fünf Kelchblätter sind annähernd gleich geformt, die fünf Kronblätter sind am Ansatz schwach verwachsen, das äußerste Blatt umhüllt die anderen als Knospe. Die Staubblätter sind an ihrem Ansatz an den Kronblättern angewachsen.
Der Fruchtknoten ist fünf- bis siebenfächrig, mit zwei bis sechs Samenanlagen je Fruchtblatt, der Griffel ist unverzweigt. Die Frucht ist eine annähernd runde Kapsel, der Kelch bleibt an ihr am Fruchtansatz erhalten. Die Samen sind nierenförmig, schmal geflügelt und flach. Der Embryo ist gebogen, die Keimblätter sind dünn, von ungleicher Gestalt und flach oder längs gefaltet. Das Endosperm ist dünn.

## Verbreitung
Die Gattung ist auf Südostasien beschränkt. Sie ist von Indien und China südwärts bis Neuguinea verbreitet. Heimisch ist die Pflanze in Brunei, China, Indien, Indonesien, Laos, Malaysia, Myanmar, Nepal, Papua-Neuguinea, den Philippinen, Thailand und Vietnam.

## Ökologie
Die Anforderungen an Boden und Klima, die Schima stellt sind relativ gering. Sie bevorzugt trockene Böden, wächst jedoch auch in Fluss- und Sumpfregionen. Im Bezug auf die Textur des Bodens ist Schima wenig wählerisch. Die verträglichen Jahrestemperaturen liegen zwischen 0 und 45 °C. Meist kommt Schima in Bergwäldern bis zu 2400 Meter Höhe und in Primärwäldern im Tiefland vor. Teilweise ist sie auch in Sekundärwäldern, in Gebüsch- sowie Grasländern und sogar in überschwemmten Gegenden zu beobachten. Die Ansprüche an Licht sind im mittleren Bereich.

## Systematik
Die Gattung besteht aus etwa 16 Arten. Manche Autoren anerkennen aber nur eine Art und bis zu 30 Unterarten.
Hier eine Auswahl der Arten:
- Schima superba Gardner & Champ. (Syn.: Schima wallichii var. superba (Gardner & Champ.) Bloemb., Schima wallichii subsp. liukiuensis (Nakai) Bloemb.): Sie kommt in China, auf den Ryūkyū-Inseln  und in Taiwan vor.[3]
- Schima wallichii (DC.) Korth.: Sie kommt in Indien, Nepal, Bhutan, Bangladesch, in Indochina, Indonesien, Malaysia, auf den Philippinen und in China vor.[3] Sie hat die Chromosomenzahl 2n = 36.[4] Mit den Unterarten[3]:
  - Schima wallichii subsp. wallichii
  - Schima wallichii subsp. crenata (Korth.) Bloemb. (Syn.: Schima crenata Korth.): Sie kommt in Thailand, Malaysia, Kambodscha, Laos, Vietnam und Hainan vor.[5]

## Holz

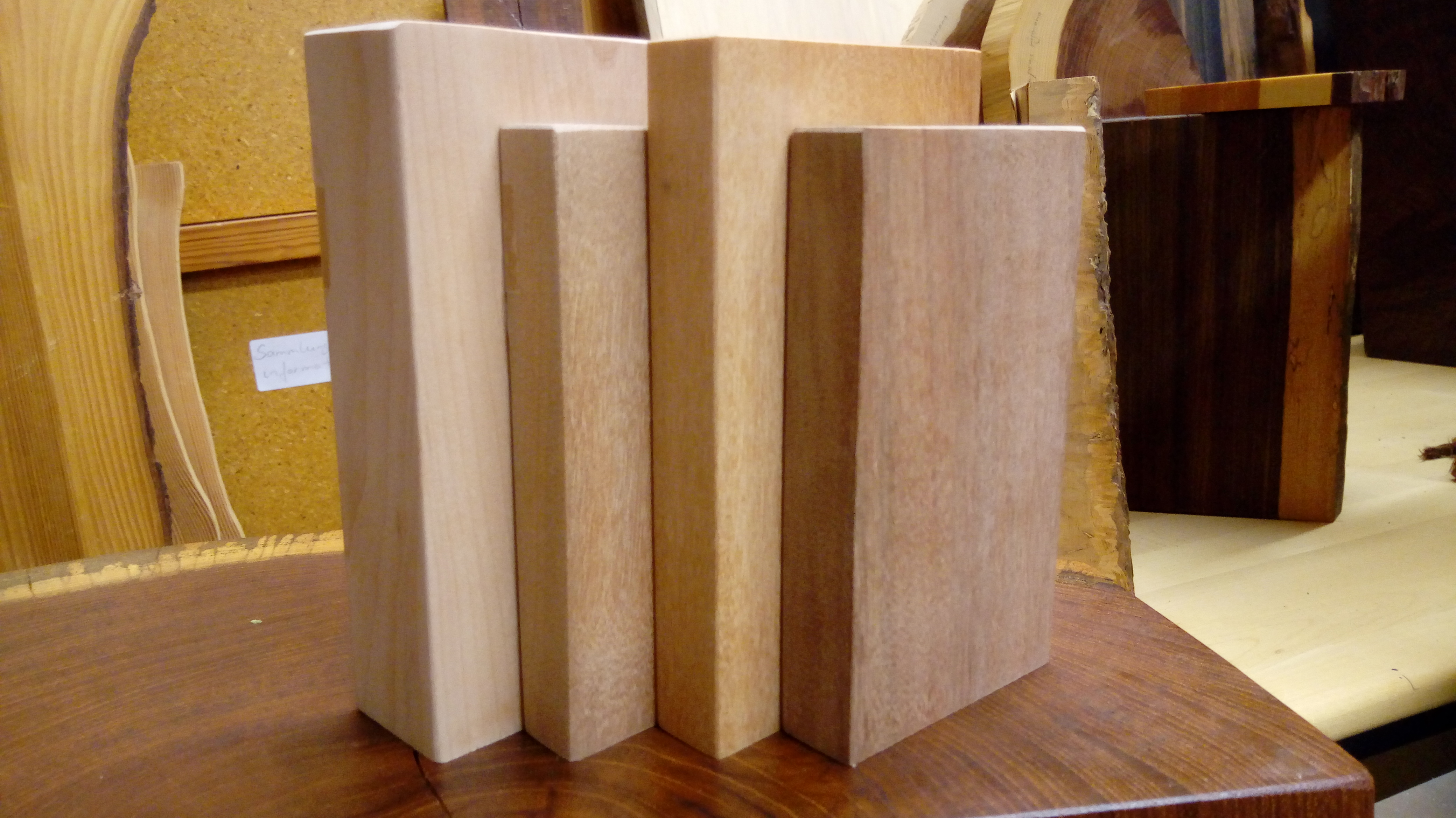
Vier Farbvariationen des Holzes von Schima

### Namen
Schima wird wie die Gattungen Adinandra und Gordonia unter dem internationalen Handelsnamen Samak gehandelt. Ein weiterer bekannter malaysischer Handelsname ist Puspa.

### Makroskopische Merkmale
Der Übergang von Splint- zu Kernholz ist nicht deutlich zu erkennen. Die Farbe des Holzes variiert zwischen rot-braun, grau-braun und pink-braun. Die Rohdichte schwankt zwischen 0,53 und 0,64 g/cm3 bei einer Holzfeuchte von 15 %. Es handelt sich um ein mittelschweres Hartholz. Zuwachszonen sind nicht deutlich zu erkennen.

### Mikroskopische Merkmale
Das Holz ist zerstreutporig. Leiterförmige Gefäßdurchbrechungen sind vorhanden. Die Gefäße sind ausschließlich solitär. An den Gefäßenden lassen sich teils spiralförmige Gefäßverdickungen erkennen. Dünnwandige Thyllen sind vorhanden.
Die Gefäßtüpfel sind leiterförmig und gegenständig angeordnet. Die Kreuzungsfeldtüpfel haben stark reduzierte Höfe.
Das Axialparenchym ist paratracheal und diffus. Es ist nicht gebändert.
Die Holzstrahlen sind meist 2-3reihig.
Kristalle sind vorhanden.

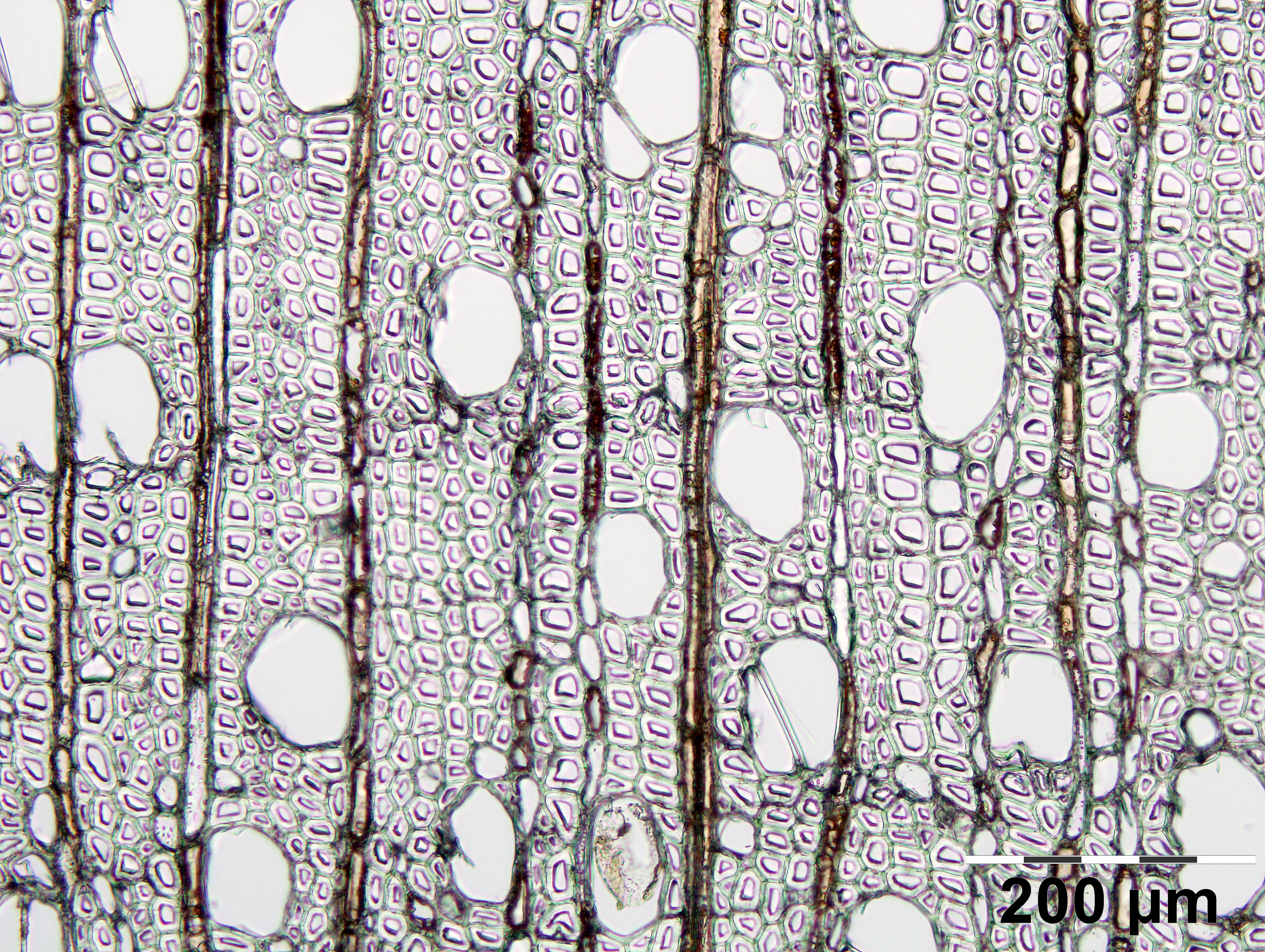
Querschnitt des Holzes
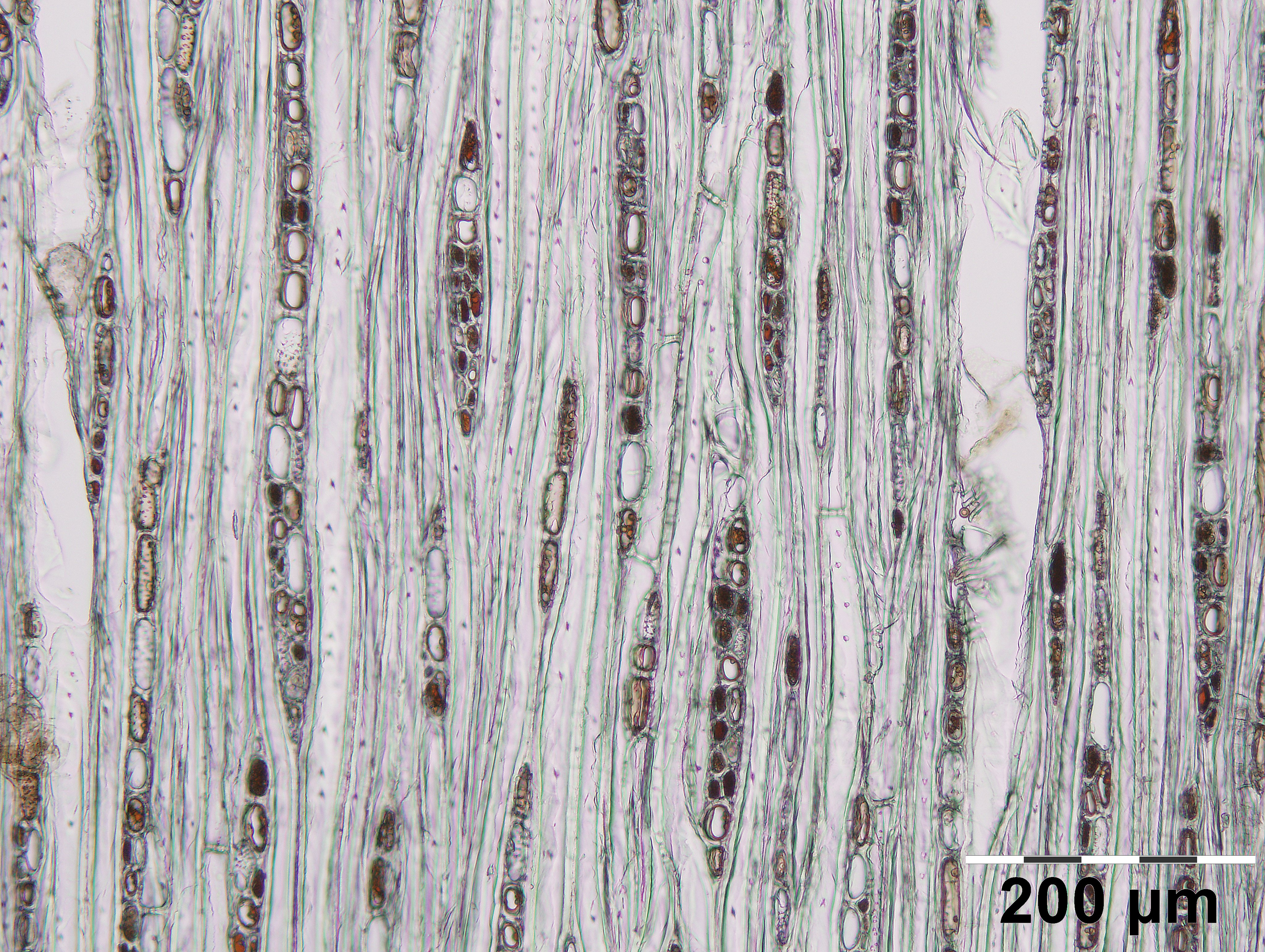
Tangentialschnitt des Holzes
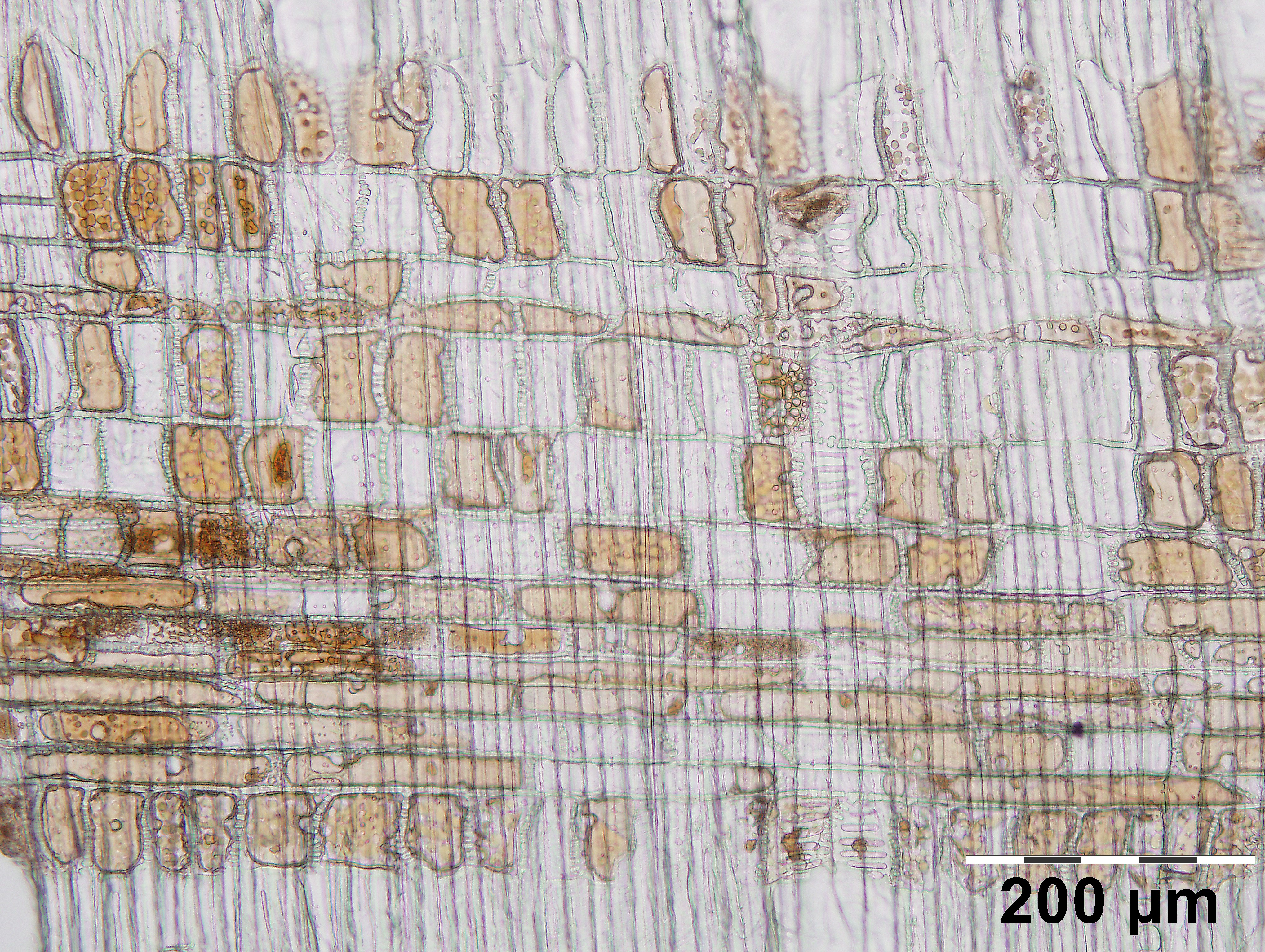
Radialschnitt des Holzes

### Mechanische Eigenschaften
| Kenngröße                          | Wert  | Einheit |
| ---------------------------------- | ----- | ------- |
| Rohdichte                          | 590   | kg/m3   |
| Druckfestigkeit parallel zur Faser | 43,4  | N/mm2   |
| Elastizitätsmodul                  | 12300 | N/mm2   |

### Holznutzung
Das Holz von Schima ist wenig beständig. Das Kernholz ist außerdem schwer zu imprägnieren. Es wird unter anderem für mittel-schwere Konstruktionen ohne Witterungseinflüsse, Bodenbeläge, Verkleidungen, Tür- und Fensterrahmen, Spielzeug usw. verwendet. Außerdem wird es zur Herstellung von Sperrholz und auch als Feuerholz genutzt.

## Nachweise
- P.F. Stevens, S. Dressler, A.L. Weitzman: Theaceae. In: Klaus Kubitzki (Hrsg.): The Families and Genera of Vascular Plants. Volume 6: Flowering Plants, Dicotyledons: Celastrales, Oxalidales, Rosales, Cornales, Ericales. Springer, Berlin / Heidelberg / New York 2004, ISBN 3-540-06512-1, S. 463–471 (englisch, eingeschränkte Vorschau in der Google-Buchsuche).